# فينجريد

شعار شركة فينجريد

شركة فينجريد المحدودة هي شركة تشغيل شبكة نقل الكهرباء الوطنية الفنلندية . وهي مملوكة للدولة الفنلندية (53.1%) ومؤسسات مالية وتأمينية مختلفة (46.9%). 
في عام 2011، باعت شركات الطاقة فورتوم للطاقة والتسخين المحدودة و بوهجولان فويما حصصها في فينجريد (25% لكل منهما)، وذلك بسبب توجيه السوق الداخلية للاتحاد الأوروبي في مجال الكهرباء، والذي يتطلب أن يكون إنتاج الطاقة وملكية أنظمة النقل منفصلين. انقطع الإرسال من وإلى الشبكة الروسية من قبل الجانب الروسي في 13 مايو 2022. 

## أنظر أيضاً
- الطاقة في فنلندا
- الشبكة الأوروبية لمشغلي أنظمة نقل الكهرباء (ENTSO-E)

## روابط خارجية
- الموقع الرسمي

قالب:European Network of Transmission System Operators for Electricity